# Royal Bourbon Industries
Pour les articles homonymes, voir Royal Bourbon.
 (mai 2022).
Si vous disposez d'ouvrages ou d'articles de référence ou si vous connaissez des sites web de qualité traitant du thème abordé ici, merci de compléter l'article en donnant les références utiles à sa vérifiabilité et en les liant à la section « Notes et références ».
Royal Bourbon Industries est une entreprise agroalimentaire de La Réunion. Créée en 1985 par la famille Moreau, elle a son siège à Bras-Panon. Elle commercialise principalement sous la marque Royal Bourbon des ingrédients et préparations typiques de la cuisine réunionnaise, souvent sous la forme de boîtes de conserve. L'entreprise est également active à Mayotte.

## Produits

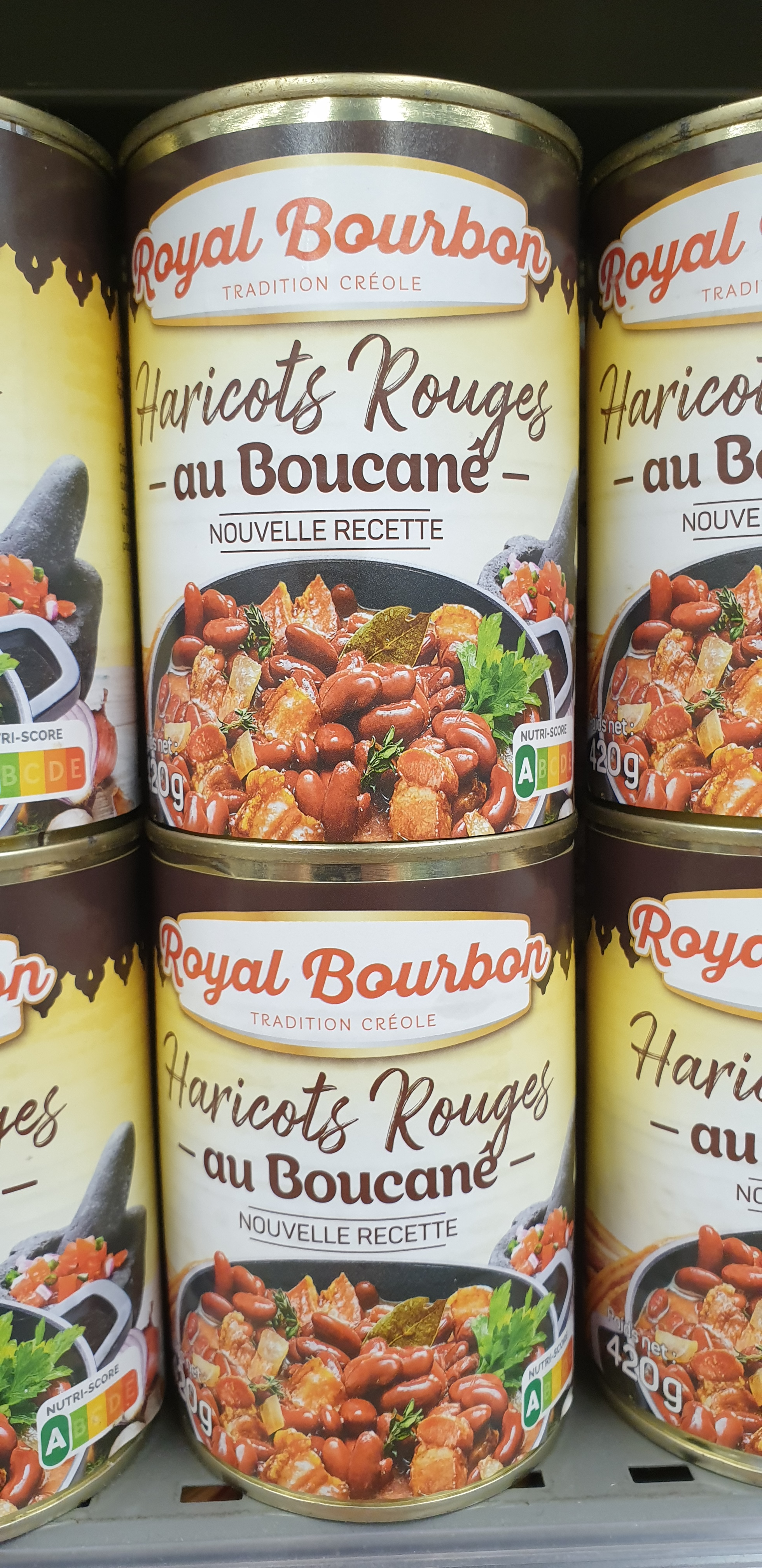
Boucané en conserve de la marque Royal Bourbon.
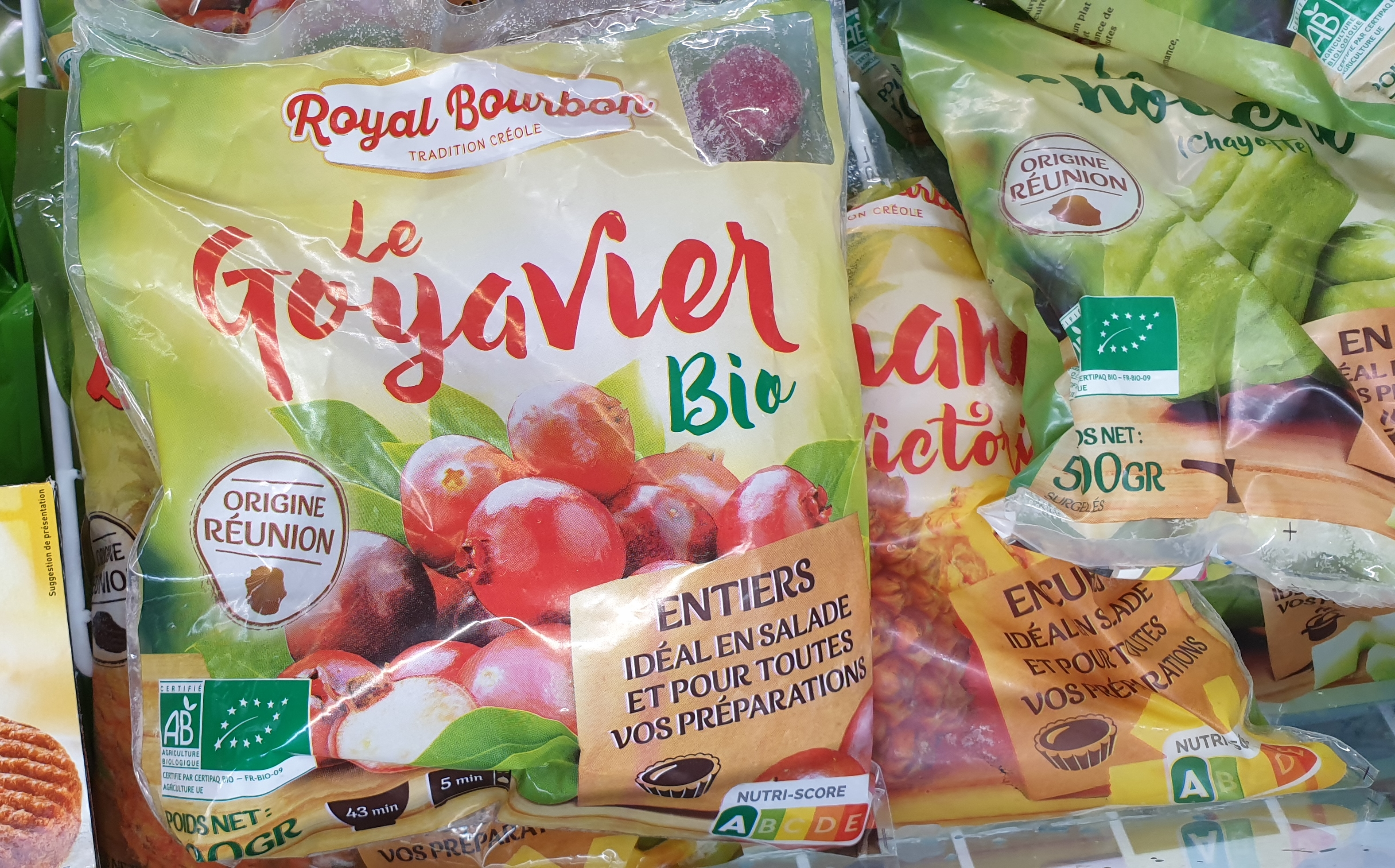
Goyaviers congelés de la marque Royal Bourbon.